# Heliotropium supinum
Heliotropium supinum – gatunek byliny z rodziny ogórecznikowatych (Boraginaceae Juss.). Występuje naturalnie w Afryce Północnej i Południowej oraz w południowo-zachodniej Europie.

## Rozmieszczenie geograficzne
Rośnie naturalnie na terenie Hiszpanii (w tym także na Wyspach Kanaryjskich, Portugalii, Mauretanii, Maroka, Algierii, Tunezji, włoskiej Sycylii, Libii, Egiptu, Republiki Południowej Afryki, Namibii, Botswany oraz Zimbabwe.
W Egipcie występuje między innymi na terenie rezerwatu biosfery Wadi al-Allaki.